# Life in 1472
Life in 1472 – drugi studyjny album amerykańskiego rapera i producenta muzycznego, Jermaine Dupri. Został wydany 21 lipca 1998 roku.

## Lista utworów
1. „Intro/Turn It Out” (featuring Nas) – 3:57
2. „Money Ain’t a Thang” (featuring Jay-Z) – 4:14
3. „Get Your Shit Right” (featuring Madd Rapper & DMX) – 4:43
4. „Fresh” (featuring Slick Rick) – 3:53
5. „Sweetheart” (featuring Mariah Carey) – 4:44
6. „Jazzy Hoes” (featuring 8Ball, YoungBloodZ, Too $hort & Mister Black) – 4:38
7. „Don't Hate on Me” (featuring Krayzie Bone & Da Brat) – 4:17
8. „Going Home with Me” (featuring Keith Sweat & ROC) – 3:41
9. „You Get Dealt Wit” (featuring Mase & Lil’ Kim) – 3:58
10. „The Party Continues” (wideo wersja) (featuring Da Brat & Usher) – 4:16
11. „All That’s Got to Go” (featuring Da Brat & Latocha Scott) – 4:05
12. „Protector's of 1472” (featuring Snoop Dogg, ROC & Warren G) – 4:46
13. „Lay You Down” (featuring Trina Powell & Tamara Powell) – 4:27
14. „Three the Hard Way” (featuring Mister Black & ROC) – 4:17

## Notowania
| Notowanie              | Pozycja |
| ---------------------- | ------- |
| Top Canadian Albums    | 20      |
| Billboard 200          | 3       |
| Top R&B/Hip-Hop Albums | 1       |